# Hypognatha cambara
Hypognatha cambara là một loài nhện trong họ Araneidae.
Loài này thuộc chi Hypognatha. Hypognatha cambara được Herbert Walter Levi miêu tả năm 1996.